# Sänfte

Sänfte, 1850, Livrustkammaren

Eine Sänfte (auch Chaise oder Palankin) ist ein von Menschen (auch Sänftenträger bzw. Chaisenträger) oder Lasttieren an vorn und hinten herausragenden Stangen zur schonenden (sanften) Beförderung von Personen getragenes Gestell.

## Gebrauch
Sänften dienten seit der menschlichen Frühzeit zumal zur Beförderung von Würdenträgern oder Personen mit Gehschwierigkeiten. Im Gebirge wurden als Träger gerne Maultiere dafür eingesetzt.
Seit dem 17. Jahrhundert waren in größeren Städten auch öffentliche Sänften als Vorläufer der heutigen Taxis in Gebrauch. Diese sogenannten Portechaisen wurden ab 1617 in Paris und ab 1688 in Berlin eingesetzt. In Berlin waren zunächst die Hugenotten als Sänftenträger privilegiert. In München wurde 1688 die Zunft der türkischen Sesselträger ins Leben gerufen, deren Mitglieder als Kriegsgefangene der Türkenkriege verschleppt worden waren und Angehörige des Hofes durch die Stadt zu tragen hatten. Als 1699 im Zuge des Friedens von Karlowitz ein Gefangenenaustausch zur Debatte stand, war das einzige Bedenken des bayerischen Kurfürsten, „dass dadurch das Sesseltragen nit gar in Abgang komme“.
Das Leipziger Reglement (Sänftenträger seit 1703) und das Berliner Reglement von 1688 für die dortigen Sänftenträger waren die ersten gesetzlichen Regelungen des ÖPNV überhaupt. Rechtlich war für sie der Fahrweg (nicht der Bürgersteig) vorgesehen.

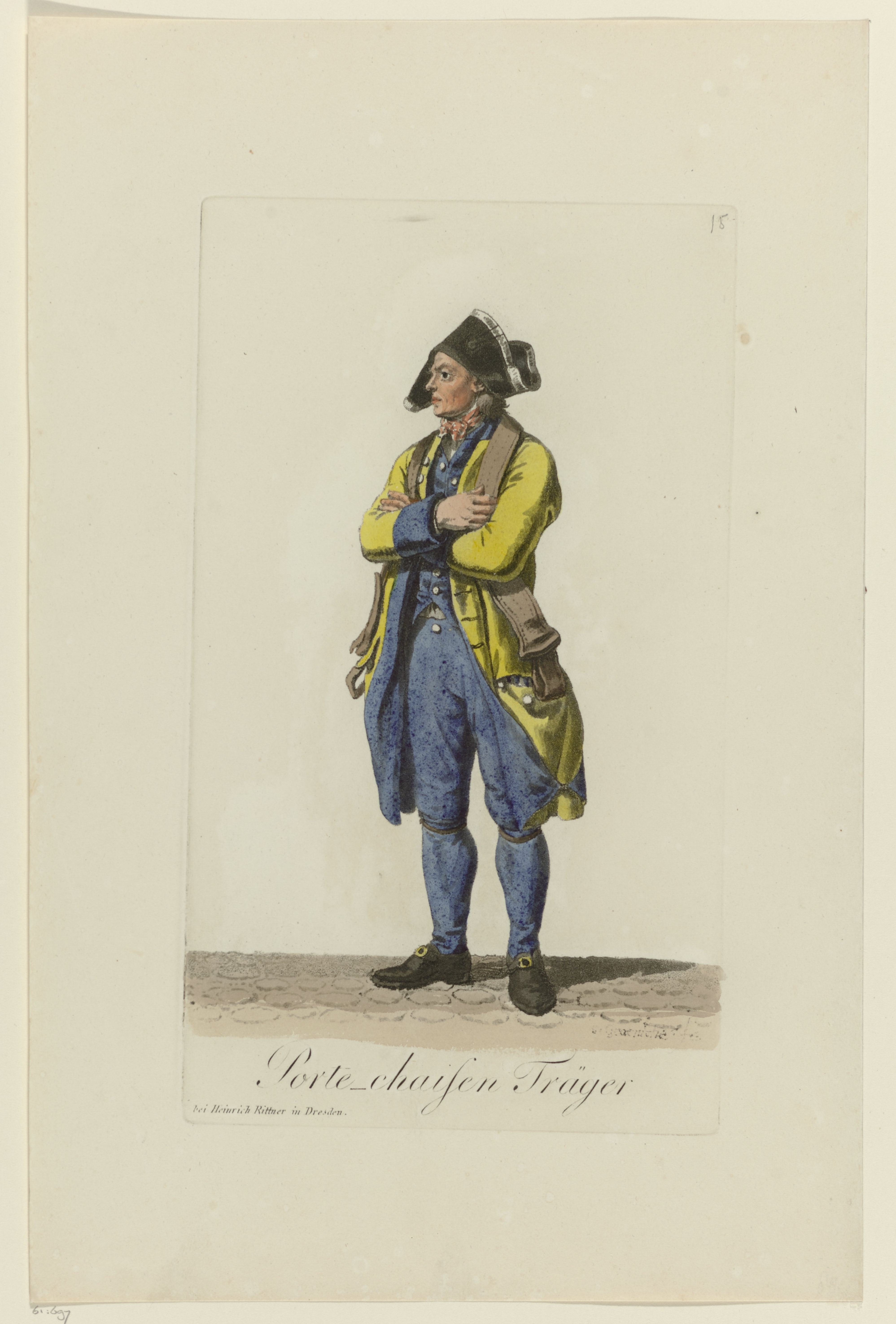
Ein sächsischer Chaisenträger in Uniform mit Lastengurt

In Dresden gab es 1710 bei Johann Friedrich Landsberger bereits zehn Sänften mit zwanzig Trägern und um 1781 in Wien hundert öffentliche Tragsessel. Obwohl zu dieser Zeit auch schon in Konkurrenz zu den Fiakern stehend, stellte der letzte Betrieb dort erst 1888 das Geschäft ein. Bereits 1878 endete in Dresden das Chaisentragen; allerdings arbeitet die seit 1717 bestehende Genossenschaft (heute unter Genossenschaft Ratschaisenträger e. G. zu Dresden firmierend) als Spezialtransportbetrieb für schwere Möbel und für das Umsetzen von Maschinen weiter und einige solche Firmen hatten auf ihren alten Möbelwagen noch nach 1930 „Hofchaisenträger“ stehen.
Lange waren Sänften gegenüber Droschken und Kutschen aufgrund der schlechten Straßenverhältnisse im Vorteil; erst als sich diese besserten, gerieten sie gegenüber ihren Konkurrenten auf Dauer ins Hintertreffen.
Der Gebrauch von Sänften blieb im Brauch des würdevollen Sargtragens bei einem Begräbnis oder einer Trauerfeier erhalten, obwohl der schwere Sarg einfacher auf einem Fahrzeug oder einer Lafette befördert werden könnte.

## Sänften in Ghana
Im Süden Ghanas werden insbesondere von den Akan boots- und stuhlförmige Sänften benutzt, die sowohl von den Königen und deren Königinnenmüttern (Queenmothers) als auch von deren Sub-Chiefs verwendet werden. Die Ga in der Region von Greater Accra verwenden anders als die Akan auch figürliche Sänften, die in ihrer symbolischen Form den Tieren, Pflanzen oder Objekten nachgebildet sind, die bei den Ga Clan- und Familien-Totems darstellen. Sänften werden bei den Ga anders als bei den Akan nicht von den höchsten Chiefs, sondern nur von den weltlichen Sub-Chiefs (mantsemei) und auch nicht von Frauen benutzt. Heute verwenden die Ga nur noch selten figürliche Sänften. Ihnen entsprechen nun aber die auch auf dem westlichen Kunstmarkt bekannten figürlichen Särge, in denen sich mittlerweile nicht mehr nur die traditionellen Oberhäupter, sondern auch christliche Ga bestatten lassen.

## Spezielle Sänften
- eine an eine Stange geknüpfte Stoffhängematte für zwei Träger, für längere oder steilere Strecken, sie erlaubte das Schlafen während des Transports und war leicht herstellbar.
- Sedia gestatoria – der tragbare Thron des Papstes.
- Howdah (auch houdah) – der gedeckte Sitz auf dem Rücken eines Elefanten (Indien).
- Basterna – eine geschlossene Maultiersänfte für Damen, die in der Antike und im Frühmittelalter in Europa verbreitet war.
- Figürliche Sänften in der Form eines Clan-Totems bei den Ga im Süden Ghanas.

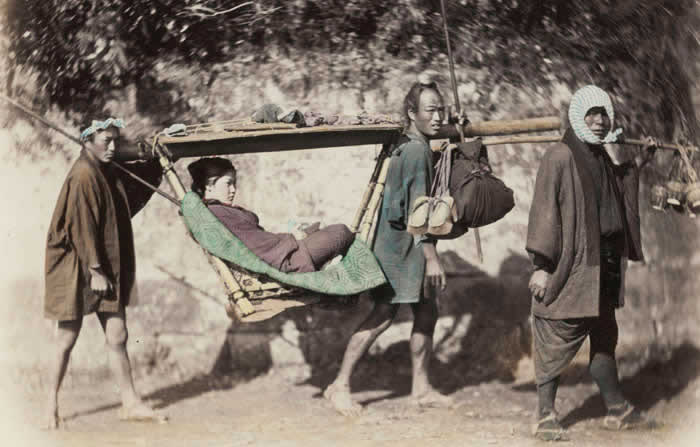
Sänfte, Japan 1867, Aufnahme von Felice Beato
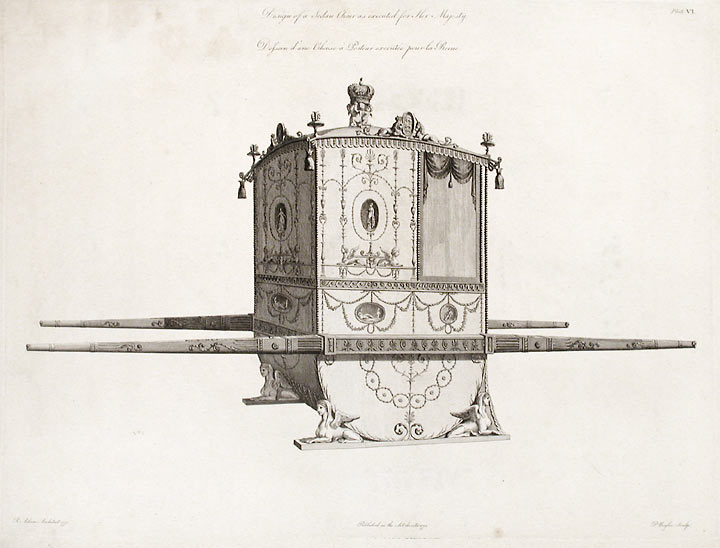
Entwurf einer Sänfte für Königin Charlotte 1775
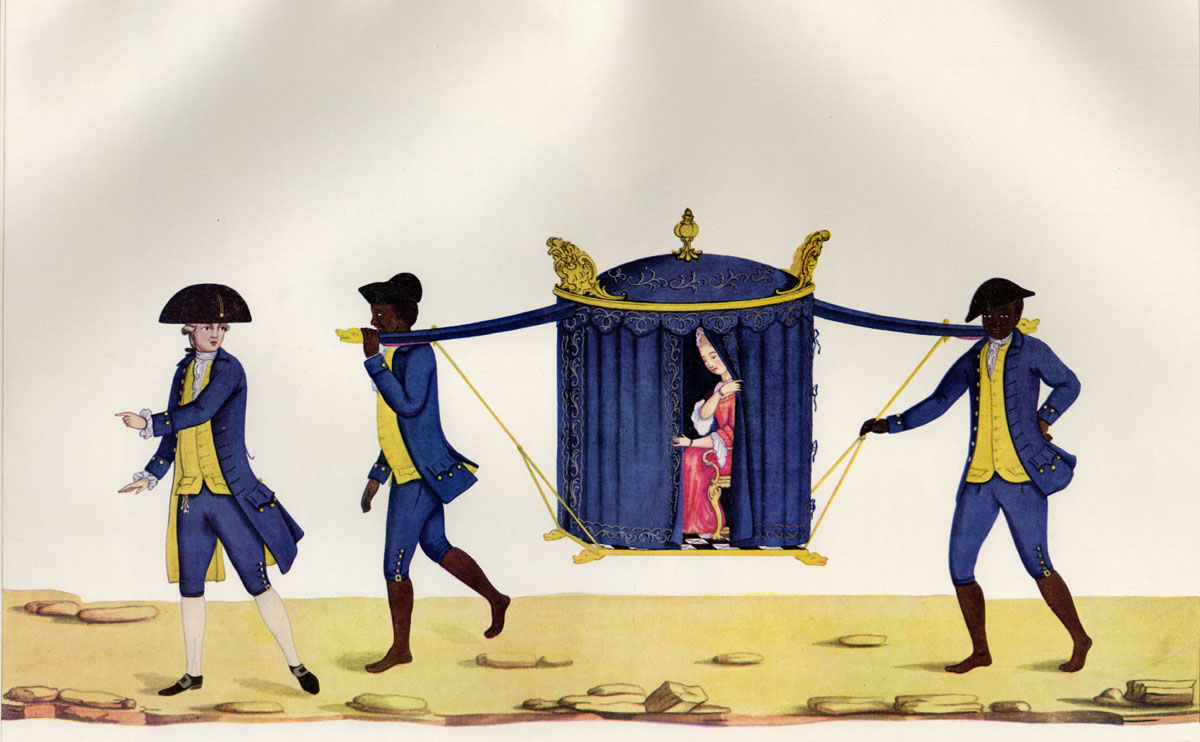
Sänfte in Rio de Janeiro um 1770
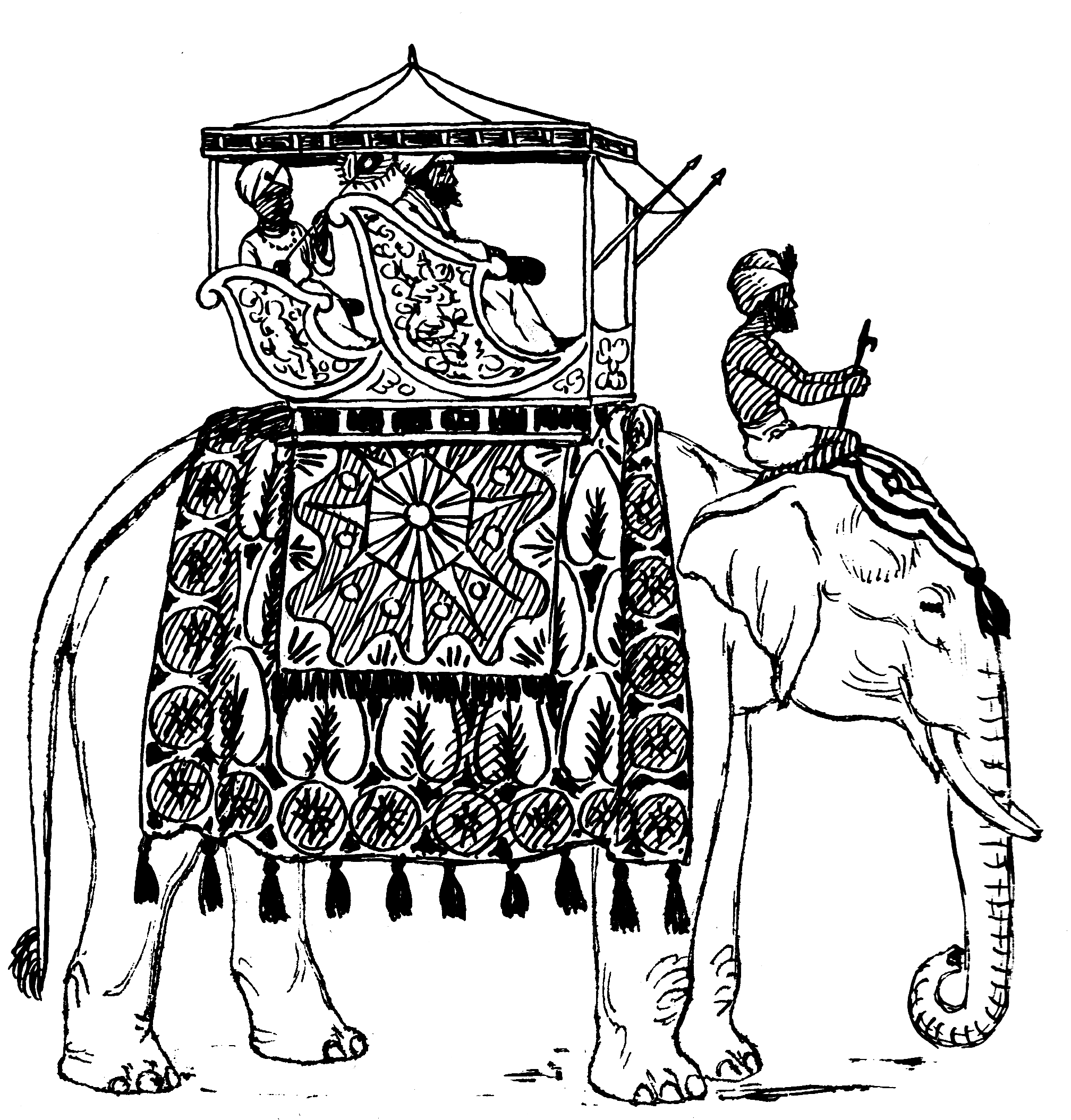
Howdah auf dem Rücken eines Elefanten
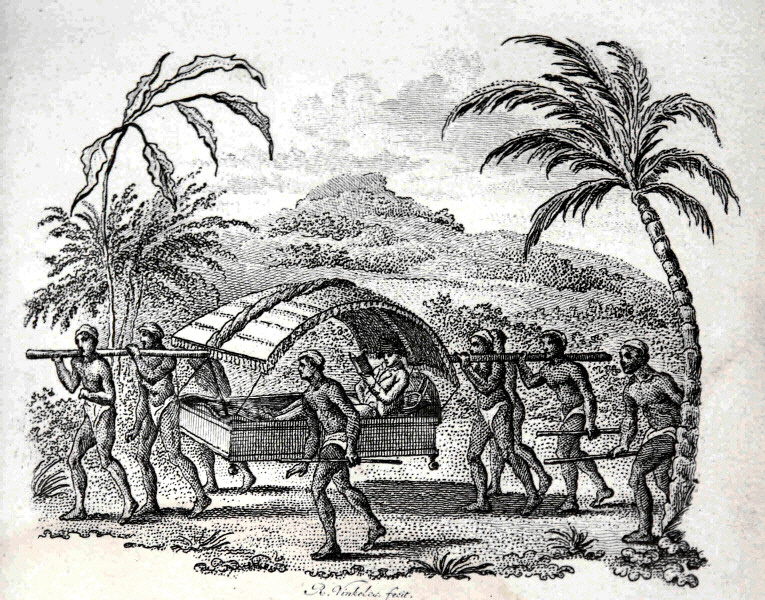
Jacob Haafner auf Reisen in einem Palankin
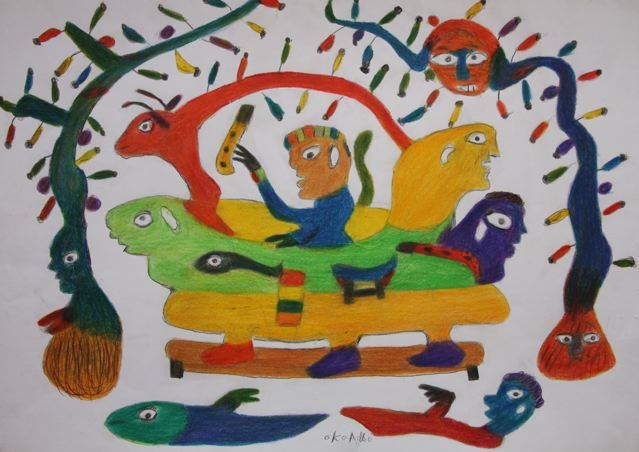
Figürliche Sänfte gezeichnet vom ghanaischen Sänften- und Sargbauer Ataa Oko (2010)
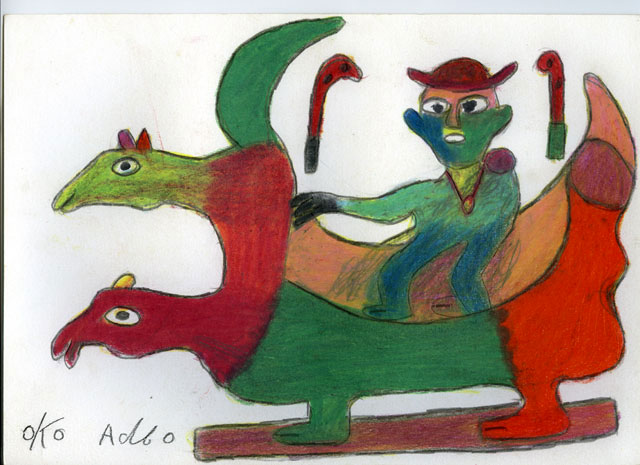
Figürliche Sänfte gezeichnet von Ataa Oko (2009)
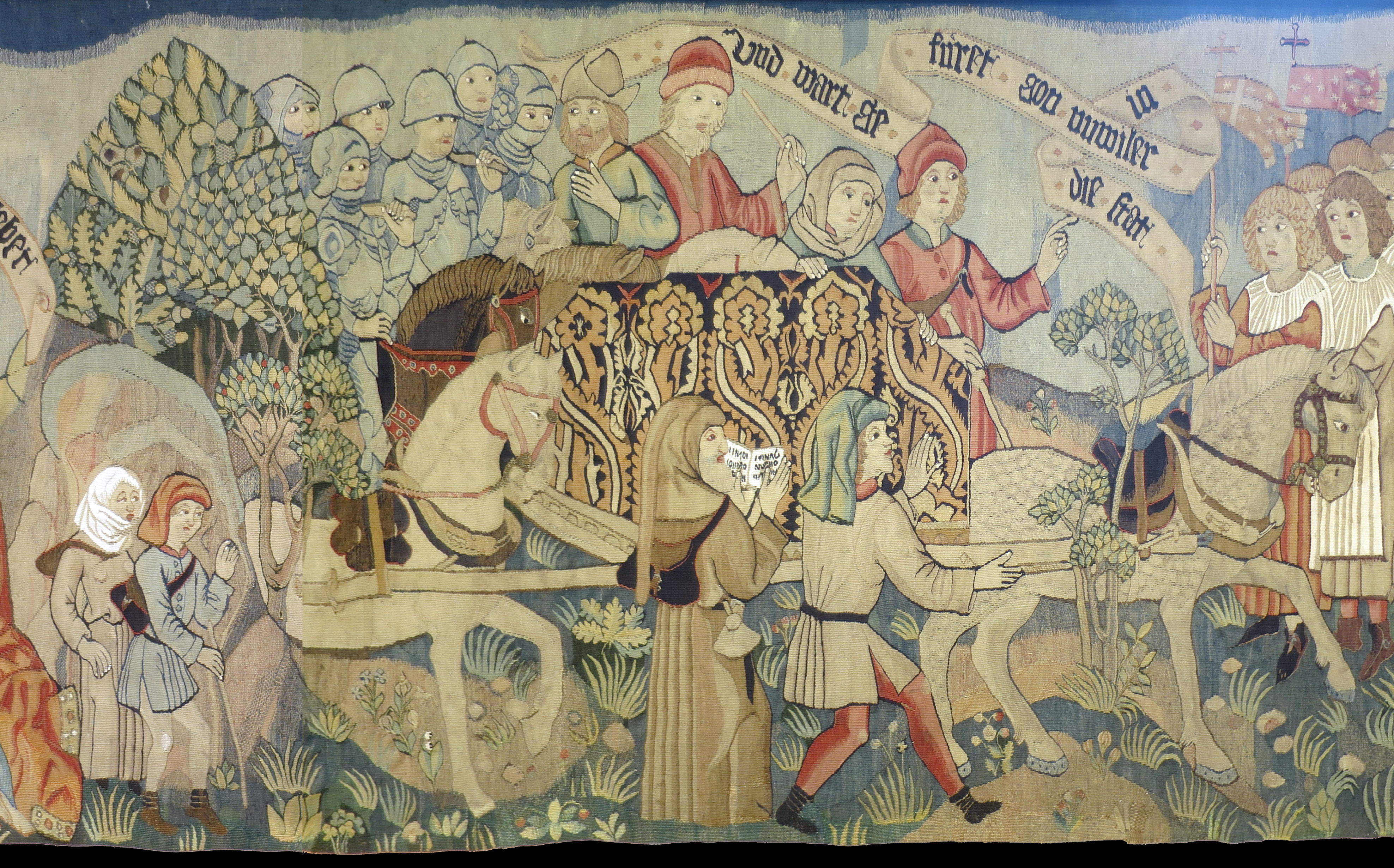
Transport von Reliquien, Darstellung vom Ende des 15. Jahrhunderts